# SV Todesfelde
Der Sportverein Todesfelde von 1928 e. V., kurz SV Todesfelde, ist ein 1928 gegründeter Sportverein aus Todesfelde im Kreis Segeberg in Schleswig-Holstein.

## Geschichte
Der SV Todesfelde wurde 1928 von Baumschülern einer Firma aus Rellingen gegründet, die zu Pflanzarbeiten in die Zweigstelle nach Todesfelde gekommen waren. Zunächst bestand der Verein aus einer Turnsparte. Ab 1933 wurde der Sport nur noch in den Organisationen der Nazis ausgeübt. 1947/48 wurde der Sport im Verein wiederbelebt und es wurde eine Fußballabteilung gegründet. 1974 folgte eine Handballabteilung, die die bisherige Mitgliederzahl verdoppelte. 1978 wurde eine Reitsparte gegründet. Durch den Bau einer Sporthalle konnte das Sportangebot Anfang der 1980er-Jahre erweitert werden. Hinzu kamen eine Jazz-Tanzgruppe, Eltern-Kind-Turnen, eine Volleyballsparte und eine zweite Gymnastikgruppe.

## Fußballabteilung

### 1. Herren
| Saison | Liga (Ebene)                        | Platz (von) | SHFV-Pokal         | Kreispokal                    |
| --- | ----------------------------------- | ----------- | ------------------ | ----------------------------- |
| 2002/03 | Bezirksoberliga Süd (VI)            | 8 (16)      | unbekannt          | unbekannt                     |
| 2003/04 | Bezirksoberliga Süd (VI)            | 13 (15)     | unbekannt          | 3. Runde (Landratspokal)      |
| 2004/05 | Bezirksoberliga Süd (VI)            | 01 (17)     | nicht qualifiziert | Viertelfinale (Landratspokal) |
| 2005/06 | Verbandsliga Schleswig-Holstein (V) | 09 (17)     | nicht qualifiziert | Sieger (Landratspokal)        |
| 2006/07 | Verbandsliga Schleswig-Holstein (V) | 12 (18)     | unbekannt          | Viertelfinale (Landratspokal) |
| 2007/08 | Verbandsliga Schleswig-Holstein (V) | 13 (19)     | nicht qualifiziert | Achtelfinale (Landratspokal)  |
| 2008/09 | Verbandsliga Süd-West (VI)          | 04 (16)     | nicht qualifiziert | Viertelfinale                 |
| 2009/10 | Verbandsliga Süd-West (VI)          | 01 (16)     | nicht qualifiziert | Sieger                        |
| 2010/11 | Schleswig-Holstein-Liga (V)         | 13 (18)     | Achtelfinale       | Finale                        |
| 2011/12 | Schleswig-Holstein-Liga (V)         | 11 (18)     | nicht qualifiziert | Viertelfinale                 |
| 2012/13 | Schleswig-Holstein-Liga (V)         | 05 (18)     | nicht qualifiziert | Sieger                        |
| 2013/14 | Schleswig-Holstein-Liga (V)         | 08 (18)     | Achtelfinale       | Finale                        |
| 2014/15 | Schleswig-Holstein-Liga (V)         | 05 (18)     | nicht qualifiziert | Sieger                        |
| 2015/16 | Schleswig-Holstein-Liga (V)         | 05 (18)     | Achtelfinale       | Sieger                        |
| 2016/17 | Schleswig-Holstein-Liga (V)         | 09 (18)     | Viertelfinale      | Sieger                        |
| 2017/18 | Oberliga Schleswig-Holstein (V)     | 06 (16)     | Halbfinale         | Sieger                        |
| 2018/19 | Oberliga Schleswig-Holstein (V)     | 03 (16)     | Halbfinale         | Sieger                        |
| 2019/20 | Oberliga Schleswig-Holstein (V)     | 01 (16)*    | Sieger             | Sieger                        |
| 2020/21 | Oberliga Schleswig-Holstein (V)     | –           | Halbfinale         | Sieger                        |
| 2021/22 | Oberliga Schleswig-Holstein (V)     | 01 (17)     | Achtelfinale       | Sieger                        |
| 2022/23 | Oberliga Schleswig-Holstein (V)     | 03 (17)     | Viertelfinale      | Sieger                        |
| 2023/24 | Oberliga Schleswig-Holstein (V)     | 01 (16)     | Finale             | Halbfinale                    |
| 2024/25 | Regionalliga Nord (IV)              | 18 (18)     | nicht qualifiziert | nicht teilgenommen            |
| 2025/26 | Oberliga Schleswig-Holstein (V)     |             |                    |                               |
| Grün unterlegt: Aufstieg Rot unterlegt: Abstieg * Saison abgebrochen, Tabellenstand auf Grundlage einer Quotientenregelung |                                     |             |                    |                               |

Seit 1947/48 gibt es neben dem Turnen auch eine Fußballabteilung, welche 1957 in die 2. Amateurliga aufstieg.
In der Saison 2004/05 feierte die erste Herren die Meisterschaft in der sechstklassigen Bezirksoberliga Süd und somit den Aufstieg in die Verbandsliga Schleswig-Holstein. Nachdem das Team zweimal den Klassenerhalt erreicht hatte, musste der SVT in der Saison 2007/08 den Gang in die Verbandsliga Süd-West antreten. Als ungeschlagener Meister und Kreispokalsieger stieg die Mannschaft in der Spielzeit 2009/10 wieder in die fünftklassige Schleswig-Holstein-Liga (seit 2017 Oberliga Schleswig-Holstein) auf. Als Seriensieger des Kreispokals Segeberg war die Mannschaft von 2015 bis 2024 durchgehend im SHFV-Pokal vertreten.
Außerordentlich erfolgreich verlief die Saison 2019/20. Die Spielzeit wurde aufgrund der COVID-19-Pandemie vom Schleswig-Holsteinischen Fußballverband im März unterbrochen und im April für beendet erklärt. Der SV Todesfelde stand zu diesem Zeitpunkt nach 19 von 30 Spielen mit 47 Punkten hinter dem punktgleichen 1. FC Phönix Lübeck, der jedoch ein Spiel mehr absolviert hatte, auf dem 2. Platz. Aufgrund einer Quotientenregelung wurde der SV Todesfelde (2,47 Punkte) vor dem 1. FC Phönix Lübeck (2,35 Punkte) zum Meister erklärt. Der SV Todesfelde hatte allerdings bereits zuvor keinen Antrag auf Zulassung für die kommende Regionalligasaison gestellt und verblieb daher in der Oberliga. Zudem gewann der SV Todesfelde das Ende August 2020 nachgeholte Landespokalfinale gegen den Drittligaaufsteiger VfB Lübeck, womit man sich erstmals für den DFB-Pokal qualifizierte. Dort scheiterte der SV Todesfelde in der 1. Hauptrunde mit 0:1 am Zweitligisten VfL Osnabrück.
Nachdem die Saison 2020/21 aufgrund der Corona-Pandemie nach wenigen Spieltagen abgebrochen worden war, wurde der SV Todesfelde in der Saison 2021/22 erneut – und dieses Mal rein sportlich – Meister der Oberliga Schleswig-Holstein. Da der Verein bereits im Vorjahr ein Konzept, das u. a. die Vergrößerung des Stadions auf 1200 Plätze (erweiterbar auf 2000) samt einem abgetrennten Gästebereich beinhaltete, für die Teilnahme an der Regionalliga Nord aufgestellt hatte, nahm man an der Aufstiegsrunde teil. Dort wurde die Mannschaft hinter den Aufsteigern Kickers Emden (Oberliga Niedersachsen) und Bremer SV (Bremen-Liga) sowie vor dem Wandsbeker TSV Concordia (Oberliga Hamburg) Dritter und verpasste somit den Sprung in die Viertklassigkeit.
In der Saison 2023/24 wurde der SV Todesfelde zum dritten Mal Meister der Oberliga Schleswig-Holstein. Somit qualifizierte man sich für die Aufstiegsrunde, in der die Meister der Oberliga Schleswig-Holstein, Oberliga Hamburg (Altona 93) und Bremen-Liga (Werder Bremen II) neben dem Meister der Oberliga Niedersachsen (Kickers Emden) zwei weitere Aufsteiger ausspielten. Der SV Todesfelde besiegte im ersten Spiel Altona 93 mit 5:3. Da die Hamburger bereits zuvor gegen Werders Zweitvertretung verloren hatten, stiegen die Todesfelder neben den Bremern vor dem abschließenden Spiel in die Viertklassigkeit auf. Im SHFV-Pokal unterlag man im Finale dem 1. FC Phönix Lübeck. Da man erstmals seit 2014 nicht den Kreispokal Segeberg gewann, sondern bereits im Halbfinale ausschied, konnte man sich nicht für den Landespokal in der Folgespielzeit qualifizieren.
Zur Saison 2024/25 verpflichtete man den ehemaligen Bundesligaspieler Mirko Boland. Im September 2024 folgte mit Janek Sternberg ein weiterer Neuzugang mit Bundesligaerfahrung. Die Todesfelder stiegen am Saisonende als Tabellenletzter wieder in die Oberliga Schleswig-Holstein ab.

### Jugend
Im Jahr 2006 bildete der SV Todesfelde gemeinsam mit dem SV Wittenborn, Eintracht Segeberg, dem SV Wahlstedt, dem SC Rönnau 74 und dem Leezener SC die Jugendspielgemeinschaft SG Trave 06, um die Talentförderung zu verbessern. Diese ist nach der Trave benannt, einem Fluss in der Region. 2011 stiegen die Klein Rönnauer und die Bad Segeberger aus der SG aus. Von der C- bis zur A-Jugend sind die Leistungsmannschaften in der Schleswig-Holstein-Liga vertreten, gleichzeitig bietet die Trave auch Breitensport. Zudem ist der SV Todesfelde ein Kooperationsverein des Hamburger SV.

### Bekannte Spieler
- Noah Awuku
- Mirko Boland
- Patrick Nagel
- Jürgen Oelbeck
- Jan-Marc Schneider
- Kai-Fabian Schulz
- Thomas Seeliger
- Janek Sternberg
- Yasin Varol

## Handballabteilung
Die Handballabteilung wurde im Jahr 1974 gegründet. Die ersten nennenswerte Erfolge der Handballsparte gelang der weiblichen Jugend B in der Saison 2008/09. Nach dem Gewinn der Landesmeisterschaft errang die Mannschaft auch den NOHV-Meistertitel. Hierdurch qualifizierte sich Todesfelde für das Viertelfinale der Deutschen Meisterschaft, wo man an der JSG Nellingen/Wolfschlugen scheiterte. In der Saison 2011/12 zog die weibliche A-Jugend in das Final-Four-Turnier um die deutsche Meisterschaft ein. Am Ende belegte die Mannschaft den 4. Platz.
Die Damenmannschaft spielte ab 2008 in der Landesliga. In der Saison 2009/10 belegte das Team den zweiten Platz in der Abschlusstabelle und qualifizierte sich damit für die neu geschaffene Schleswig-Holstein-Liga. Nachdem der SV Todesfelde mit dem Leezener SC die Spielgemeinschaft SG Todesfelde/Leezen bildete, gelang der Spielgemeinschaft im Sommer 2012 der Aufstieg in die Oberliga. Im Jahr 2022 gewann die SG Todesfelde/Leezen die Oberligameisterschaft und stieg in die 3. Liga auf. Nach zwei Jahren Drittklassigkeit stieg die Damenmannschaft 2024 in die Regionalliga ab. Im selben Jahr gewann die SG Todesfelde/Leezen den schleswig-holsteinischen Landespokal und qualifizierte sich erstmals für den DHB-Pokal. In der ersten Runde des DHB-Pokals 2024/25 schied die Mannschaft gegen den Bundesligisten Buxtehuder SV aus. Im Jahr 2025 kehrte die Damenmannschaft in die 3. Liga zurück. Nach der Saison 2024/25 wurde die Spielgemeinschaft mit dem Leezener SC im Erwachsenenbereich aufgelöst.
- Meister Regionalliga Nord (Frauen) 2025
- Aufstieg in die 3. Liga (Frauen) 2025